# 더블 이글

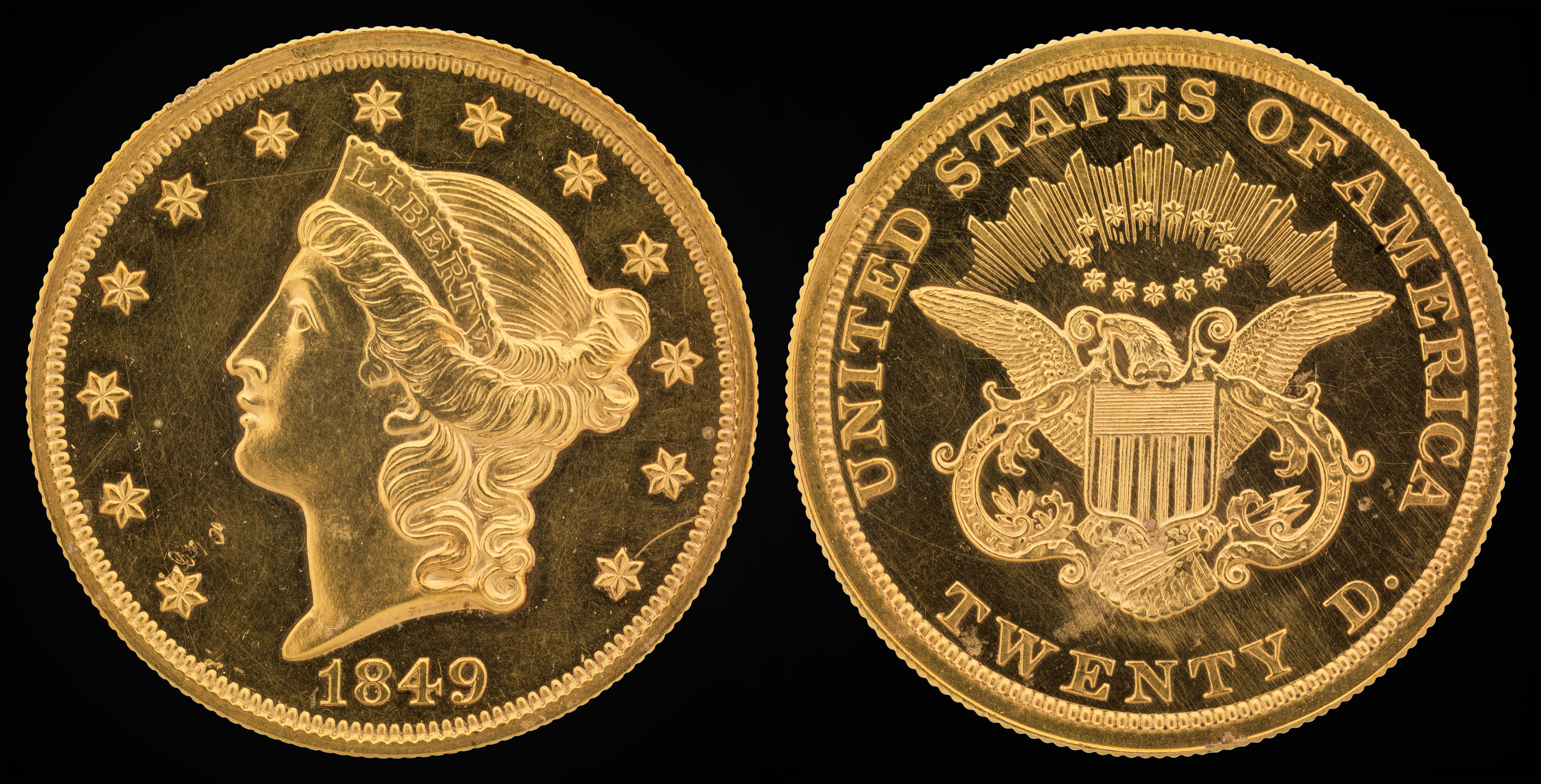
제임스 B. 롱에이커의 1849년 리버티 헤드 디자인

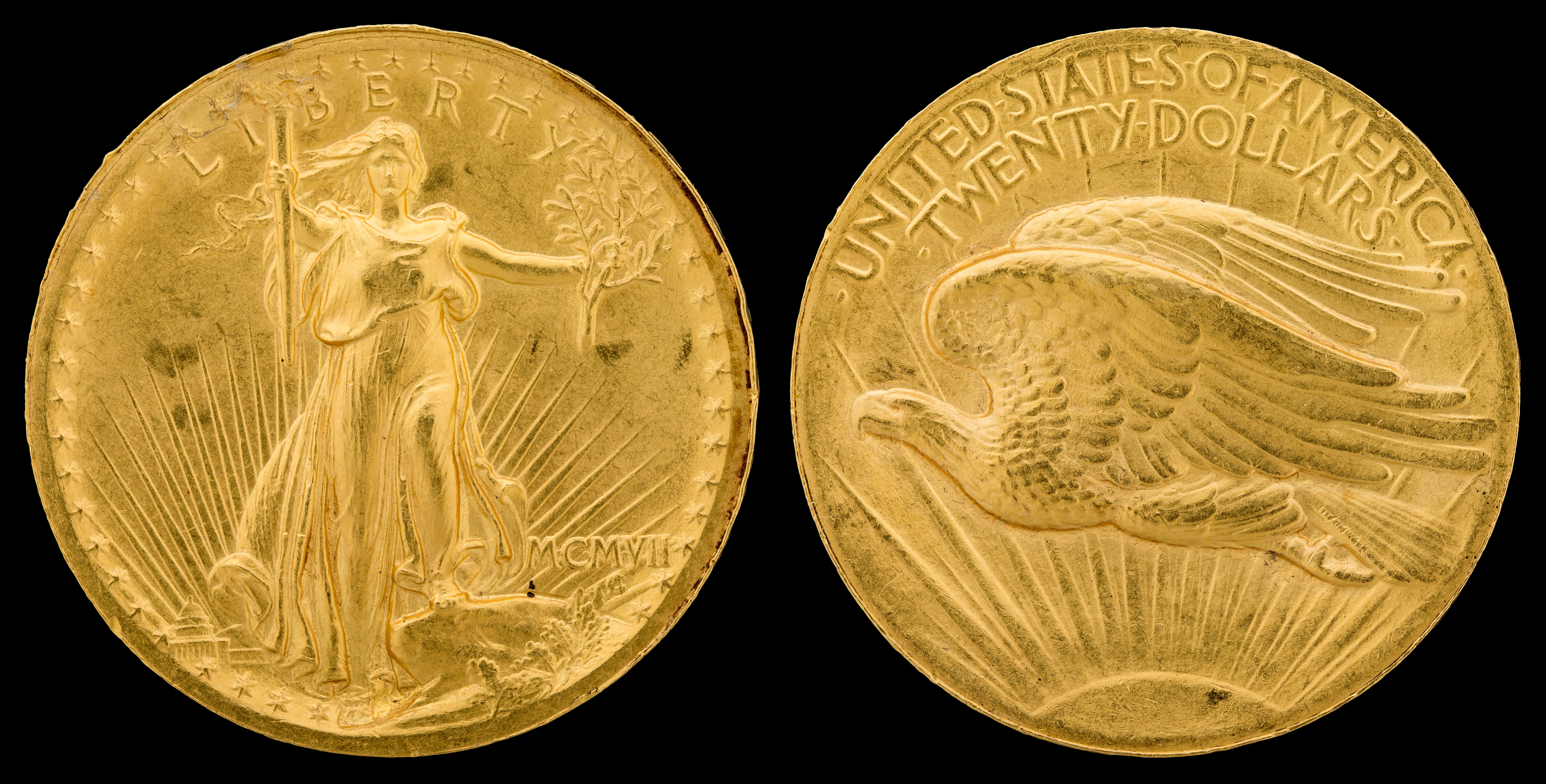
오거스터스 세인트고던즈가 디자인한 1907년 고부조 더블 이글

더블 이글(영어: Double eagle)은 액면가 20 미국 달러의 미국 금화이다. (0.9675 트로이온스 [30.09 g]의 금 함량은 1849년 공식 가격인 트로이 온스당 20.67달러로 계산하면 20달러에 해당했다.) 이 동전은 34mm × 2mm 크기로, 90% 금 (0.900 파인 또는 21.6캐럿)과 10% 구리 합금으로 만들어졌으며, 총 무게는 1.0750 트로이온스 (1.1794 oz; 33.44 g)이다.
이글, 하프 이글, 쿼터 이글은 원래 법으로 승인될 때 이름으로 정의되었다. 마찬가지로 더블 이글은 1849년 주화법에 의해 만들어졌다. 20달러 금화는 이글의 두 배 가치를 가졌기 때문에 이 동전들은 "더블 이글"로 지정되었다. 이전에는 가장 가치 있는 미국 동전은 1795년에 처음 생산된 10달러 금 이글이었으며, 이는 미국 조폐국이 문을 연 지 2년 후였다.
최초의 더블 이글 생산은 1849년 캘리포니아 골드 러시와 동시에 이루어졌다. 그 해, 조폐국은 프루프로 두 점을 생산했다.
1904년, 시어도어 루스벨트 대통령은 미국 주화를 아름답게 만들고자 했고, 그 임무를 수행할 수 있는 예술가로 오거스터스 세인트고던즈를 제안했다. 조각가는 조폐국과 수석 조각가 찰스 E. 바버와의 좋지 않은 경험이 있었지만, 세인트고던즈는 루스벨트의 요청을 수락했다. 세인트고던즈의 건강 악화와 그의 디자인의 높은 부조로 인한 어려움 때문에 작업은 상당한 지연을 겪었다. 세인트고던즈는 이글과 더블 이글을 디자인한 후, 그러나 생산을 위한 디자인이 확정되기 전에 1907년에 사망했다. 이 새로운 동전은 세인트고던즈 더블 이글로 알려지게 되었다. 정규 생산은 1933년까지 계속되었다. 이 해에 금 준비법에 의해 금의 공식 가격이 트로이 온스당 35달러로 변경되었다.

## 정규 발행
정규 발행 더블 이글은 다음과 같이 두 가지 주요 유형과 여섯 가지 세부 종류로 나뉜다.
- 리버티 헤드 (코로넷) 1849–1907년
  - 리버티 헤드, 문구 없음, 가치 "TWENTY D." 1849–1866년
  - 리버티 헤드, 문구 있음, 가치 "TWENTY D." 1866–1876년
  - 리버티 헤드, 문구 있음, 가치 "TWENTY DOLLARS" 1877–1907년
- 세인트고던즈 1907–1933년
  - 세인트고던즈, 고부조, 로마 숫자, 문구 없음 1907년
  - 세인트고던즈, 저부조, 아라비아 숫자, 문구 없음 1907–1908년
  - 세인트고던즈, 저부조, 아라비아 숫자, 문구 있음 1908–1933년

### 리버티 헤드
덜 선호되는 디자인과 그에 따른 낮은 수요로 인해, 리버티 헤드 (코로넷) 20달러 금화는 비교적 드물며, 일반적인 하위 유형은 세인트고던즈 유형보다 가격이 낮다. 1866년, "In God We Trust"라는 문구가 더블 이글에 추가되어 두 번째 하위 유형이 만들어졌다. 1877년에는 뒷면의 액면가 디자인이 "TWENTY D."에서 "TWENTY DOLLARS"로 변경되어 이 시리즈의 세 번째이자 마지막 하위 유형이 만들어졌다. 1879년에는 리버티 헤드 더블 이글과 스텔라 패턴 동전의 특징을 결합하고 스텔라와 동일한 합금 (금 90부, 은 3부, 구리 7부)을 사용한 퀸투플 스텔라의 패턴 주화가 만들어졌으며, 이 동전은 2008년 7월에 도난당했다.

### 세인트고던즈

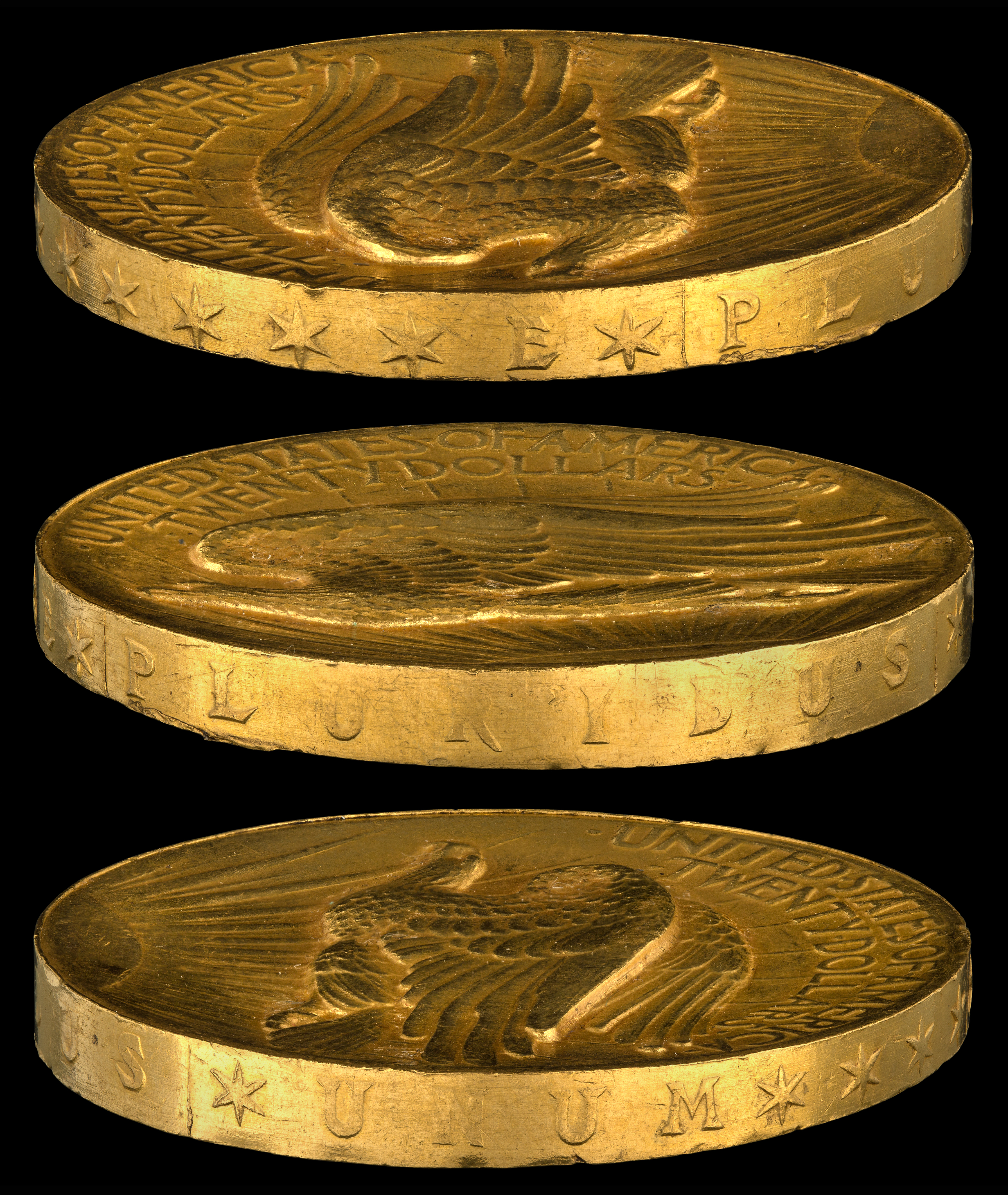
1907년 "고부조" 더블 이글의 측면으로 가장자리 문자 및 표면 디테일이 보인다

세인트고던즈 더블 이글은 미국 역사상 최고의 조각가 중 한 명인 오거스터스 세인트고던즈의 이름을 따서 명명되었다. 시어도어 루스벨트는 20세기 초에 국가의 주화를 재설계하도록 그의 말년에 그를 설득했다. 세인트고던즈의 고부조 20달러 금화에 대한 작업은 모든 미국 주화 중 가장 특별한 예술 작품 중 하나로 평가받는다. 조폐국은 결국 저부조 버전을 주장했는데, 고부조 동전은 세부 사항을 살리기 위해 최대 11번의 타격이 필요하여 오래된 주화 프레스에 더 어려웠기 때문이다. 이러한 고부조는 은행 목적의 불규칙한 적층도 유발했다. 1907년에 이 동전은 단 12,367개만 주조되었다. 이 동전들은 유통된 등급에서도 쉽게 10,000달러를 넘지만, 보존 상태가 가장 좋은 경우 거의 50만 달러에 달할 수 있다.
이 디자인의 초기 몇 년 동안 몇 가지 변화가 있었다. 1907년에 발행된 첫 번째 동전 디자인은 로마 숫자로 된 날짜를 특징으로 했지만, 그 해 후반에 더 편리한 아라비아 숫자로 변경되었다. "In God We Trust"라는 문구는 루스벨트가 부도덕한 목적으로 사용될 수 있는 돈에 신의 이름을 넣는 것이 부적절하다고 느꼈기 때문에 초기 디자인에서 생략되었다. 의회 법령에 따라 이 문구는 1908년 중반에 추가되었다.
세인트고던즈 동전의 디자인은 1912년에 뉴멕시코와 애리조나가 주가 되면서 한 번 더 약간 변경되었고, 가장자리를 따라 있는 별의 수가 그에 따라 46개에서 48개로 증가했다.
더블 이글은 1933년까지 정기적으로 주조되었지만, 마지막 몇 년간 주조된 동전 중 극히 일부만이 그 해의 금 환수 법안 이전에 유통되었다. 따라서 이 주화들 (미국 재무부가 개인이 소유하는 것을 허용하는 경우)은 매우 높은 가격에 팔린다.
세인트고던즈 앞면 디자인은 1986년에 제정된 아메리칸 이글 금괴 주화에 재사용되었다. 1907년 초의 더블 이글과 1986–1991년의 금 아메리칸 이글은 미국 주화에서 날짜를 나타내는 로마 숫자가 사용된 유일한 경우이다. 2009년의 울트라-하이 부조 아메리칸 이글 또한 로마 숫자를 사용했다.
2009년 1월 22일, 미국 조폐국은 세인트고던즈가 구상했던 깊은 디자인을 사용하여 울트라-하이 부조 더블 이글을 발행했다. 이는 조폐국 웹사이트에 명시된 바와 같이 "1907년 그의 전설적인 더블 이글 리버티 디자인으로는 실현될 수 없었던 오거스터스 세인트고던즈의 초고부조 동전에 대한 비전을 실현하기 위함"이었다. 그러나 이러한 주장에도 불구하고, 조폐국은 1907년 첫 시도를 좌절시켰던 점을 다시 한번 확인시켜 주었다. 동전의 마모가 심한 0.9999 순금 구성과 디자인을 구현하기 위해 필요한 여러 번의 타격은 사업 주조에 실용적이지 않다. 더 높은 금 함량과 더 큰 주조 압력 때문에 동전은 미국 20달러 금화에 정해졌던 34mm × 2mm 대신 27mm 너비에 4mm 깊이(금 이글과 동일한 직경)이다. 초기 판매 가격은 1239달러였다. 금값 상승으로 6월에는 1339달러로, 12월에는 1489달러로 올랐다. 이 한정판 미유통 주화들의 주조에는 제한이 없었으며, "MMIX"라는 날짜가 새겨져 있다. 9월에는 1인당 1개 주문 제한이 해제되었다. 최종 주조량은 115,178개였다. 이 동전들은 웨스트포인트 조폐국에서 주조되었지만, "W" 주조 마크가 전혀 없어 특히 특이하다.

## 1933년 더블 이글

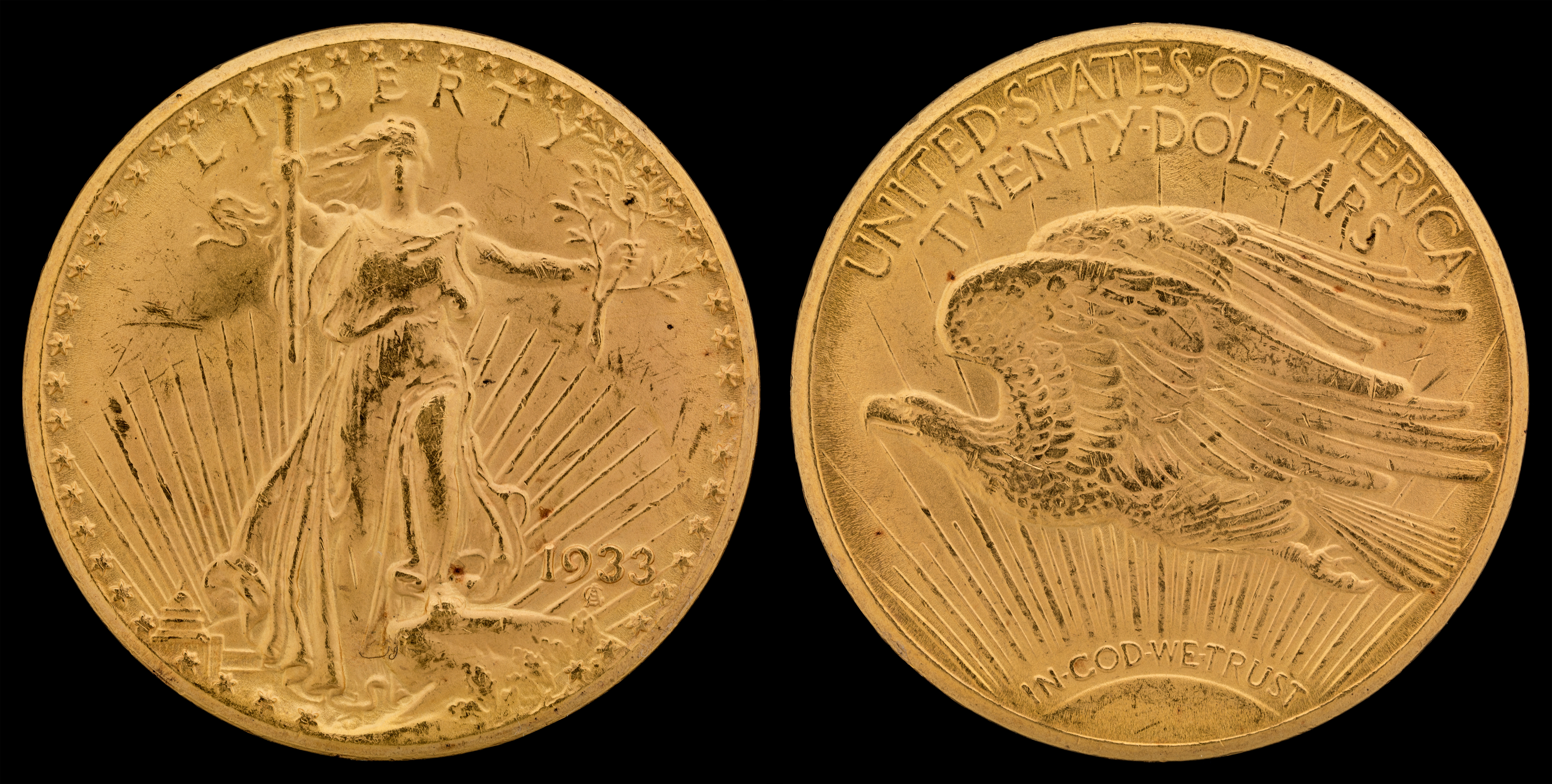
1933년 세인트고던즈 더블 이글의 스미스소니언 표본

1933년, 프랭클린 D. 루스벨트 대통령은 금화 주조를 중단하고 금 소유를 불법으로 규정했다 (단, 동전 수집가는 소장품을 유지할 수 있었다). 한 가지 예외를 제외하고는 1933년 더블 이글은 합법적으로 발행된 적이 없었지만, 일부는 정부에서 도난당했고 수년에 걸쳐 여러 개가 회수되었다.
2002년 여름, 1933년 더블 이글 한 점이 7,590,020 미국 달러에 경매되어 1804년 은화가 공개 경매에서 기록한 이전 최고가 4,140,000달러를 깨뜨렸다. 이 동전은 미국 정부가 시민 소유를 합법으로 인정한 유일한 1933년 더블 이글이라는 점에서 독특하다 (외국 정부와의 미국 조약 조건에 따라 그렇게 협상되었다). 심지어 불법적으로 소유된 1933년 더블 이글도 수십만 달러의 가치가 있을 수 있지만, 미국 주화 딜러가 이 동전 중 하나를 중개하는 것은 불법일 것이다. 이 특별한 동전의 상당한 부분에 해당하는 가치를 지닌 다른 날짜의 세인트고던즈 더블 이글은 없다. 극히 희귀한 초고부조 프루프 패턴을 포함하여 다른 모든 세인트고던즈 더블 이글의 완전한 미유통 세트는 3백만 달러를 조금 넘는 가격으로 구성될 수 있다 (1933년 동전에 지불된 가격의 절반 미만). 희귀한 패턴이 없다면 세트는 750,000달러 미만이 될 것이다.
2005년 8월, 미국 조폐국은 한 개인 소장자로부터 1933년 더블 이글 금화 10개를 회수했는데, 이 소장자는 진위 여부를 확인하기 위해 미국 조폐국에 연락했다. 조안 S. 랭보드는 자신이 1933년 원래 도난 사건의 용의자였던 아버지로부터 동전을 상속받았으며, 2003년에 금고에서 발견했다고 주장했다. 조폐국은 동전을 전시용으로 보관하는 것을 고려하겠다고 발표했다. 한편, 랭보드는 연방 정부로부터 금전적 보상을 받을 희망이 실현되지 않자 동전을 돌려받기 위해 연방 소송을 제기했다. 2009년 9월, 연방 판사는 정부가 그 달 말까지 압수된 동전을 랭보드 가족에게 돌려주거나, 동전이 실제로 도난당했다는 것을 증명해야 한다고 판결했다. 2011년 7월 20일, 민사 법원 배심원단은 동전이 조폐국에서 도난당했다는 이유로 동전 10개의 소유권을 미국 정부에 부여했다. 그러나 2015년 4월 17일, 필라델피아 제3항소법원은 배심원단의 결정을 뒤집고 1933년 더블 이글 10개가 조안 S. 랭보드의 소유이며, 미국 조폐국이 그녀의 가족에게 돌려주어야 한다고 판결했다. 항소 법원은 미국 관계자들이 가족의 압수 재산 청구에 90일 기한 내에 응답하지 않았기 때문에 랭보드 가족에게 동전을 돌려주었다. 2016년 8월 1일, 전체 항소 법원은 이전 판결을 뒤집고 정부가 동전을 소유할 수 있도록 허용했다.

## 퀸투플 스텔라

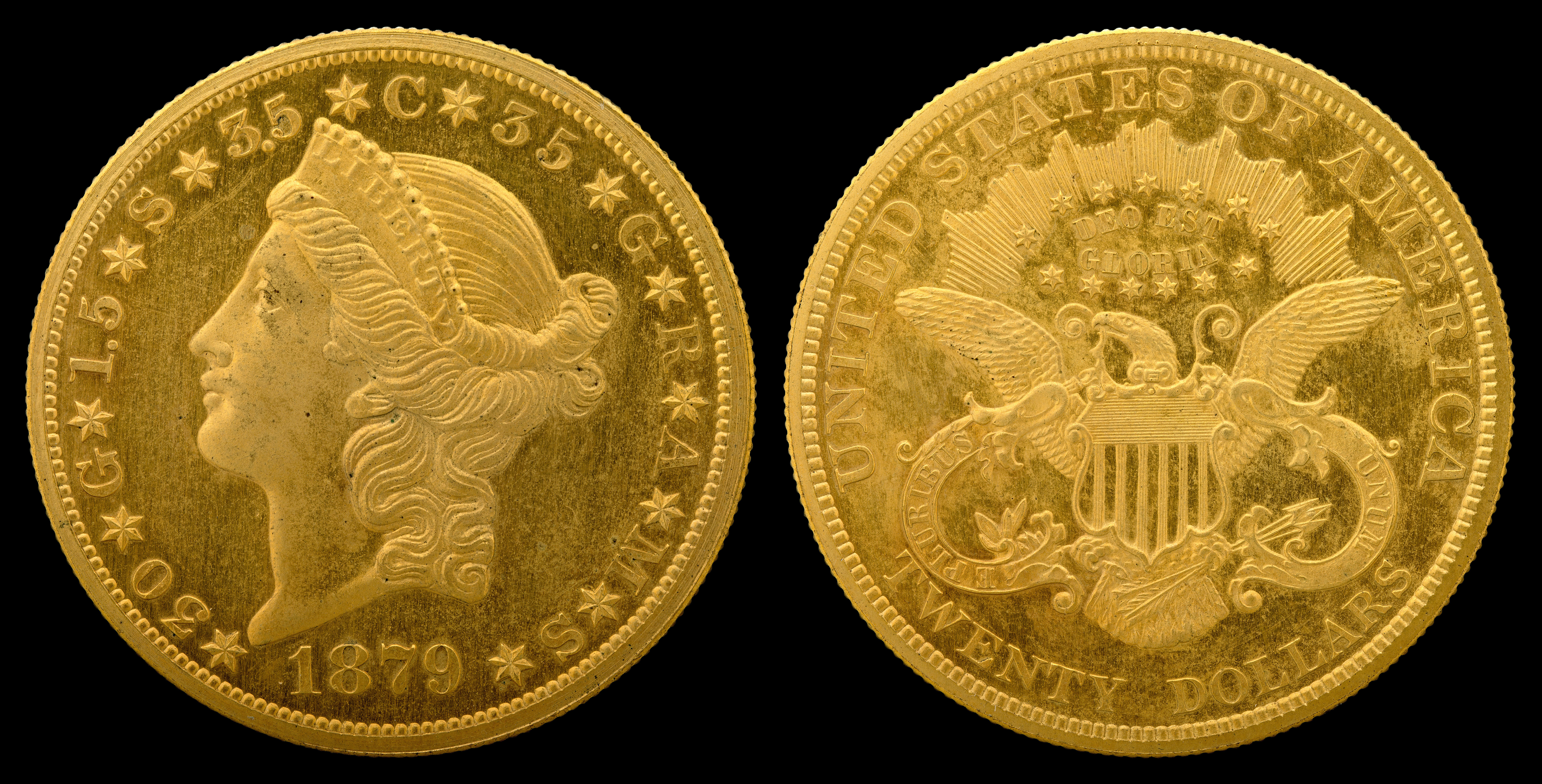
퀸투플 스텔라 패턴

유럽에서 개최된 국제 통화 회의에 대한 응답으로, 미국 조폐국은 1870년대 후반과 1880년대 초반에 국제 통화로 사용하기 위한 다양한 금화 패턴을 주조했다. 더블 이글도 그러한 주화 중 하나로, 1879년에 스텔라 패턴과 유사하게 앞면에 "★30★G★1.5★S★3.5★C★35★G★R★A★M★S★"가 새겨진 수정된 리버티 헤드 디자인으로 주조되었다. 결과적으로 알려진 "퀸투플 스텔라" 금화는 5개, 구리 주화는 약 12개가 존재하며, 일부는 금도금되어 있다. 첫 번째 구리 주화에서는 "3.5"의 마침표가 실수로 생략되었다.

## 알려진 표본
최초의 더블 이글 생산은 1849년 캘리포니아 골드 러시와 동시에 이루어졌다. 그 해, 조폐국은 프루프로 두 점을 생산했다. 첫 번째는 현재 워싱턴 D.C.의 스미스소니언 협회에 소장되어 있다. 두 번째는 윌리엄 M. 메러디스 재무장관에게 증정되었고, 나중에 그의 유산의 일부로 판매되었다. 이 동전의 현재 위치는 알려지지 않았다.
1933년 더블 이글은 가장 가치 있는 미국 주화 중 하나이며, 현재 개인 소유로 알려진 유일한 표본인 파루크 왕 표본은 1944년 이집트의 파루크 왕이 구매했으며, 2002년에 7,590,020달러에 판매되었고 2021년에는 미상의 구매자에게 1,880만 달러에 재판매되었다. 다른 12개의 표본이 존재하며, 이 중 2개는 국립 주화 컬렉션에, 10개는 포트 녹스의 미국 금괴 보관소에 보관되어 있다.
2023년 7월, 더블 이글을 포함한 1840년부터 1863년까지의 금화 700여 개가 켄터키주의 옥수수밭에서 발굴되었으며, 이는 위대한 켄터키 은닉품으로 불린다. 발견자와 위치는 익명이다.

## 같이 보기
- 20엔 동전
- 더블 소버린
- 기념주화
- 금 투자

### 참고 문헌
- 버먼, 닐 S.; 거스, 론 (2011). 《초보자를 위한 동전 수집》. 존 와일리 & 선즈. ISBN 9781118052181.
- 보워스, Q. 데이비드 (2004). 《더블 이글 금화 안내서》. 조지아주 애틀랜타: 휘트먼 퍼블리싱. ISBN 9780794817848.
- 브레셋, 케네스 (1991). 《수집 가능한 미국 주화》. 크레센트 북스. ISBN 9780517035870.
- 버뎃, 로저 W. (2006). 《미국 주화의 르네상스, 1905–1908년》. 버지니아주 그레이트폴스: 세네카 밀 프레스. ISBN 9780976898610.
- 택세이, 돈 (1983). 《미국 조폐국과 주화》 1966년 재판. 뉴욕주 뉴욕: 샌포드 J. 더스트 누미스매틱 퍼블리케이션즈. ISBN 9780915262687.
- 틀:Yeoman-2014